# Slnečné jazerá
Slnečné jazerá nebo Senecké jazerá je název turistické lokality ve městě Senec, která se nachází při velkém umělém jezeře v tomto městě.
Vznik jezer se datuje do roku 1845, kdy zde probíhalo bagrování štěrku na výstavbu železnice Bratislava-Galanta. Původně to bylo 5 samostatných jezer, která se později sloučila do jednoho, čímž vzniklo jezero s rozlohou 80 hektarů a s hloubkou až 12 metrů. Jezero se jako přírodní koupaliště začalo používat v roce 1919, tehdy pod názvem Slovenské Tahiti. Nový název Sluneční jezera dostal areál v roce 1960.
Dnes má jezero rozlohu přes 100 hektarů a areál se rozděluje kvůli orientaci na "Sever" a "Jih". Existují zde různé možnosti ubytování, stravování, vodních sportů a rybolovu. Jsou zde hotely, penziony, větší chaty, chatky a zařízení turistické třídy. Jsou zde dětská hřiště, volejbalové plážové hřiště, tenisové kurty, půjčovna sportovních potřeb (čluny a šlapadla), tobogány, fotbalové hřiště s umělým povrchem a vodní fotbal. Na severní straně je nový aquapark.